# Mengkirau
Mengkirau is een bestuurslaag in het regentschap Kepulauan Meranti van de provincie Riau, Indonesië. Mengkirau telt 2020 inwoners (volkstelling 2010).